# Karayolları Spor Kulübü 2018-2019
Questa voce raccoglie le informazioni riguardanti il Karayolları Spor Kulübü nelle competizioni ufficiali della stagione 2018-2019.

## Organigramma societario
Area direttiva
- Presidente: Kamuran Yazıcı

Area tecnica
- Allenatore: Hüseyin Doğanyüz
- Allenatore in seconda: Sadık Şatıroğlu
- Assistente allenatore: Ali Gönencan
- Scoutman: Mehmet Sönmez

## Rosa
| N° | Nome              | Ruolo | Data di nascita   | Nazionalità sportiva |
| -- | ----------------- | ----- | ----------------- | -------------------- |
| 1  | Maryna Tumas      | O     | 17 settembre 1984 | Bielorussia          |
| 2  | Elif Şahin        | P     | 19 gennaio 2001   | Turchia              |
| 3  | Gülçin Doğan      | L     | 19 maggio 1990    | Turchia              |
| 4  | Julija Herasymova | C     | 15 settembre 1989 | Ucraina              |
| 5  | Selin Navruz      | L     | 22 aprile 1997    | Turchia              |
| 6  | Saliha Şahin      | S     | 5 novembre 1998   | Turchia              |
| 7  | Esra Çetin        | S     | 19 aprile 1996    | Turchia              |
| 8  | Yasemin Güveli    | C     | 5 gennaio 1999    | Turchia              |
| 9  | Mariana Diaconiţa | S     | 19 agosto 1986    | Turchia              |
| 10 | Ayçin Akyol       | C     | 15 giugno 1999    | Turchia              |
| 11 | Kübra Kegan       | P     | 18 luglio 1995    | Turchia              |
| 12 | Tuğçe Ceyhan      | S     | 3 giugno 1995     | Turchia              |
| 13 | Seda Canlı        | S     | 19 agosto 1995    | Turchia              |
| 16 | Yasemin Özel      | O     | 13 maggio 1998    | Turchia              |
| 18 | İrem Tunçel       | C     | 18 marzo 1997     | Turchia              |
| 19 | Fatma Yılmaz      | C     | 9 ottobre 2000    | Turchia              |

## Risultati

### Sultanlar Ligi

#### Girone di andata
| 1ª giornata - 3 novembre 2018 VakıfBank Spor Sarayı, Istanbul        | VakıfBank   | 3 - 2 | Karayolları       | 23-25, 25-15, 29-31, 25-13, 15-6  |
| 2ª giornata - 6 novembre 2018 Başkent Voleybol Salonu, Ankara        | Karayolları | 3 - 1 | Galatasaray       | 15-25, 25-21, 26-24, 25-22        |
| 3ª giornata - 10 novembre 2018 Mimar Sinan Kapalı Spor Salonu, Aydın | Aydın BB    | 3 - 0 | Karayolları       | 25-15, 25-21, 25-13               |
| 4ª giornata - 13 novembre 2018 Başkent Voleybol Salonu, Ankara       | Karayolları | 3 - 1 | Nilüfer           | 21-25, 25-21, 25-20, 25-13        |
| 5ª giornata - 17 novembre 2018 Başkent Voleybol Salonu, Ankara       | Halkbank    | 0 - 3 | Karayolları       | 24-26, 23-25, 27-29               |
| 6ª giornata - 24 novembre 2018 Başkent Voleybol Salonu, Ankara       | Karayolları | 1 - 3 | Beylikdüzü Vİ     | 25-16, 14-25, 18-25, 17-25        |
| 7ª giornata - 28 novembre 2018 Eczacıbaşı Spor Salonu, Istanbul      | Eczacıbaşı  | 3 - 0 | Karayolları       | 25-23, 25-17, 25-23               |
| 8ª giornata - 8 dicembre 2018 Başkent Voleybol Salonu, Ankara        | Karayolları | 1 - 3 | Türk Hava Yolları | 25-20, 18-25, 17-25, 19-25        |
| 9ª giornata - 15 dicembre 2018 Anafartalar Spor Salonu, Çanakkale    | Çanakkale   | 2 - 3 | Karayolları       | 27-25, 20-25, 19-25, 25-18, 11-15 |
| 10ª giornata - 22 dicembre 2018 Başkent Voleybol Salonu, Ankara      | Karayolları | 0 - 3 | Fenerbahçe        | 17-25, 14-25, 17-25               |
| 11ª giornata - 25 dicembre 2018 Başkent Voleybol Salonu, Ankara      | Karayolları | 3 - 2 | Beşiktaş          | 26-24, 25-23, 23-25, 23-25, 15-12 |

#### Girone di ritorno
| 12ª giornata - 13 gennaio 2019 Başkent Voleybol Salonu, Ankara        | Karayolları       | 0 - 3 | VakıfBank   | 17-25, 21-25, 25-27               |
| 13ª giornata - 16 gennaio 2019 Burhan Felek Spor Salonu, Istanbul     | Galatasaray       | 3 - 0 | Karayolları | 25-12, 25-15, 25-20               |
| 14ª giornata - 20 gennaio 2019 Başkent Voleybol Salonu, Ankara        | Karayolları       | 2 - 3 | Aydın BB    | 16-25, 19-25, 25-23, 27-25, 13-15 |
| 15ª giornata - 27 gennaio 2019 Cengiz Göllü Kapalı Spor Salonu, Bursa | Nilüfer           | 3 - 2 | Karayolları | 25-20, 25-21, 24-26, 12-25, 15-12 |
| 16ª giornata - 30 gennaio 2019 Başkent Voleybol Salonu, Ankara        | Karayolları       | 3 - 2 | Halkbank    | 16-25, 27-25, 22-25, 25-18, 15-11 |
| 17ª giornata - 3 febbraio 2019 Beylikdüzü Spor Salonu, Istanbul       | Beylikdüzü Vİ     | 3 - 1 | Karayolları | 21-25, 25-16, 25-18, 25-20        |
| 18ª giornata - 10 febbraio 2019 Başkent Voleybol Salonu, Ankara       | Karayolları       | 0 - 3 | Eczacıbaşı  | 16-25, 14-25, 22-25               |
| 19ª giornata - 17 febbraio 2019 Burhan Felek Spor Salonu, Istanbul    | Türk Hava Yolları | 3 - 0 | Karayolları | 25-18, 25-21, 28-26               |
| 20ª giornata - 24 febbraio 2019 Başkent Voleybol Salonu, Ankara       | Karayolları       | 3 - 2 | Çanakkale   | 25-14, 25-23, 18-25, 12-25, 15-8  |
| 21ª giornata - 3 marzo 2019 Burhan Felek Spor Salonu, Istanbul        | Fenerbahçe        | 3 - 0 | Karayolları | 25-18, 25-16, 25-20               |
| 22ª giornata - 10 marzo 2019 Burhan Felek Spor Salonu, Istanbul       | Beşiktaş          | 3 - 2 | Karayolları | 25-22, 18-25, 25-21, 22-25, 15-11 |

#### Play-out
| 1ª giornata - 6 aprile 2019 Cengiz Göllü Kapalı Spor Salonu, Bursa  | Karayolları | 3 - 0 | Halkbank    | 25-22, 25-22, 25-18               |
| 2ª giornata - 7 aprile 2019 Cengiz Göllü Kapalı Spor Salonu, Bursa  | Çanakkale   | 1 - 3 | Karayolları | 24-26, 25-14, 18-25, 19-25        |
| 3ª giornata - 8 aprile 2019 Cengiz Göllü Kapalı Spor Salonu, Bursa  | Karayolları | 3 - 0 | Aydın BB    | 25-19, 25-13, 25-19               |
| 4ª giornata - 16 aprile 2019 Cengiz Göllü Kapalı Spor Salonu, Bursa | Halkbank    | 3 - 2 | Karayolları | 25-23, 22-25, 20-25, 27-25, 15-13 |
| 5ª giornata - 17 aprile 2019 Cengiz Göllü Kapalı Spor Salonu, Bursa | Karayolları | 3 - 2 | Çanakkale   | 25-17, 25-13, 20-25, 15-25, 15-8  |
| 6ª giornata - 18 aprile 2019 Cengiz Göllü Kapalı Spor Salonu, Bursa | Aydın BB    | 1 - 3 | Karayolları | 20-25, 25-22, 22-25, 18-25        |

### Coppa di Turchia

#### Fase a eliminazione diretta
| Ottavi di finale (andata) - 19 febbraio 2019 Mimar Sinan Kapalı Spor Salonu, Aydın | Aydın BB    | 2 - 3 | Karayolları | 24-26, 25-22, 18-25, 25-21, 11-15 |
| Ottavi di finale (ritorno) - 13 marzo 2019 Başkent Voleybol Salonu, Ankara         | Karayolları | 0 - 3 | Aydın BB    | 16-25, 25-27, 22-25               |

## Statistiche

### Statistiche di squadra
| Competizione     | Punti | In casa | In casa | In casa | In trasferta | In trasferta | In trasferta | Totale | Totale | Totale |
| Competizione     | Punti | G       | V       | P       | G            | V            | P            | G      | V      | P      |
| ---------------- | ----- | ------- | ------- | ------- | ------------ | ------------ | ------------ | ------ | ------ | ------ |
| Sultanlar Ligi   | 37,5  | 11      | 5       | 6       | 11           | 2            | 9            | 28     | 12     | 16     |
| Coppa di Turchia | -     | 0       | 0       | 0       | 1            | 1            | 0            | 2      | 1      | 1      |
| Totale           | -     | 11      | 5       | 6       | 12           | 3            | 9            | 30     | 13     | 17     |

G = partite giocate; V = partite vinte; P = partite perse

### Statistiche dei giocatori
| Giocatore     | Campionato | Campionato | Campionato | Campionato | Campionato | Coppa di Turchia | Coppa di Turchia | Coppa di Turchia | Coppa di Turchia | Coppa di Turchia | Totale | Totale | Totale | Totale | Totale |
| Giocatore     | P          | PT         | AV         | MV         | BV         | P                | PT               | AV               | MV               | BV               | P      | PT     | AV     | MV     | BV     |
| ------------- | ---------- | ---------- | ---------- | ---------- | ---------- | ---------------- | ---------------- | ---------------- | ---------------- | ---------------- | ------ | ------ | ------ | ------ | ------ |
| A. Akyol      | 26         | 127        | 68         | 40         | 19         | 1                | 13               | 7                | 4                | 2                | 27     | 140    | 75     | 44     | 21     |
| S. Canlı      | 11         | 3          | 3          | 0          | 0          | 1                | 0                | 0                | 0                | 0                | 12     | 3      | 3      | 0      | 0      |
| E. Çetin      | 22         | 1          | 0          | 0          | 1          | 2                | 0                | 0                | 0                | 0                | 24     | 1      | 0      | 0      | 1      |
| T. Ceyhan     | 28         | 193        | 156        | 23         | 14         | 2                | 4                | 4                | 0                | 0                | 30     | 197    | 160    | 23     | 14     |
| M. Diaconiţa  | 27         | 158        | 116        | 29         | 13         | 2                | 25               | 12               | 6                | 7                | 29     | 183    | 128    | 35     | 20     |
| G. Doğan      | 28         | 1          | 0          | 0          | 1          | 2                | 0                | 0                | 0                | 0                | 30     | 1      | 0      | 0      | 1      |
| Y. Güveli     | 26         | 181        | 80         | 85         | 16         | 2                | 21               | 9                | 10               | 2                | 28     | 202    | 89     | 95     | 18     |
| J. Herasymova | 26         | 101        | 55         | 41         | 5          | 2                | 7                | 2                | 5                | 0                | 28     | 108    | 57     | 46     | 5      |
| K. Kegan      | 24         | 25         | 11         | 7          | 7          | 2                | 5                | 2                | 2                | 1                | 26     | 30     | 13     | 9      | 8      |
| S. Navruz     | 2          | 0          | 0          | 0          | 0          | 0                | 0                | 0                | 0                | 0                | 2      | 0      | 0      | 0      | 0      |
| Y. Özel       | 21         | 121        | 112        | 2          | 7          | 1                | 4                | 4                | 0                | 0                | 22     | 125    | 116    | 2      | 7      |
| E. Şahin      | 28         | 111        | 44         | 33         | 34         | 2                | 4                | 2                | 2                | 0                | 30     | 115    | 46     | 35     | 34     |
| S. Şahin      | 22         | 184        | 156        | 15         | 13         | 2                | 6                | 6                | 0                | 0                | 24     | 190    | 162    | 15     | 13     |
| M. Tumas      | 28         | 395        | 342        | 27         | 26         | 2                | 41               | 35               | 2                | 4                | 30     | 436    | 377    | 29     | 30     |
| İ. Tunçel     | 0          | 0          | 0          | 0          | 0          | 0                | 0                | 0                | 0                | 0                | 0      | 0      | 0      | 0      | 0      |
| F. Yılmaz     | 1          | 5          | 1          | 2          | 2          | 0                | 0                | 0                | 0                | 0                | 1      | 5      | 1      | 2      | 2      |

P = presenze; PT = punti totali; AV = attacchi vincenti; MV = muri vincenti; BV = battute vincenti